# Carlos Láscarez
Carlos Láscarez (* 17. April 1931 in San José; † 19. Februar 2014 in Toluca de Lerdo), wegen seines jungenhaften Aussehens auch unter dem Spitznamen El Chino (dt. Der Junge) bekannt, war ein costa-ricanischer Fußballspieler auf der Position eines Stürmers.

## Laufbahn
Láscarez begann seine Laufbahn 1950 beim CD Saprissa und gehörte in den Jahren 1952 und 1953 zum Kader der Mannschaft, die die beiden ersten Meistertitel des heutigen Rekordmeisters  der costa-ricanischen Fußballmeisterschaft gewann.
1953 wechselte er nach Mexiko, wo er zunächst beim Deportivo Toluca FC unter Vertrag stand. Mit den Diablos Rojos gewann Láscarez in der Saison 1955/56 den mexikanischen Pokalwettbewerb und erzielte beim 2:1-Finalsieg gegen den CD Irapuato den Führungstreffer zum 1:0.
1957 wechselte er zum Erstliga-Aufsteiger Atlético Morelia, bei dem er 1965 seine sportliche Laufbahn beendete.
Später trainierte er die in seiner Wahlheimatstadt Toluca beheimateten Fußballmannschaften Potros de la UAEM und Las Abejas.

## Erfolge
- Costa-ricanischer Meister: 1952, 1953
- Mexikanischer Pokalsieger: 1956